# Ludmyła Bałuszka
Ludmyła Bałuszka (ukr. Людмила Балушка; ur. 27 lipca 1985) – ukraińska zapaśniczka startująca w kategorii do 48 kg w stylu wolnym, brązowa medalistka mistrzostw świata, mistrzyni Europy.
Największym jej sukcesem jest brązowy medal mistrzostw świata w 2009 roku w kategorii do 48 kilogramów.
Mistrzyni Europy w 2012. Pierwsza w Pucharze Świata w 2009 i piąta w 2006. Mistrzyni świata juniorów w 2003 i Europy w 2002 roku.